# Wail ash-Shehri

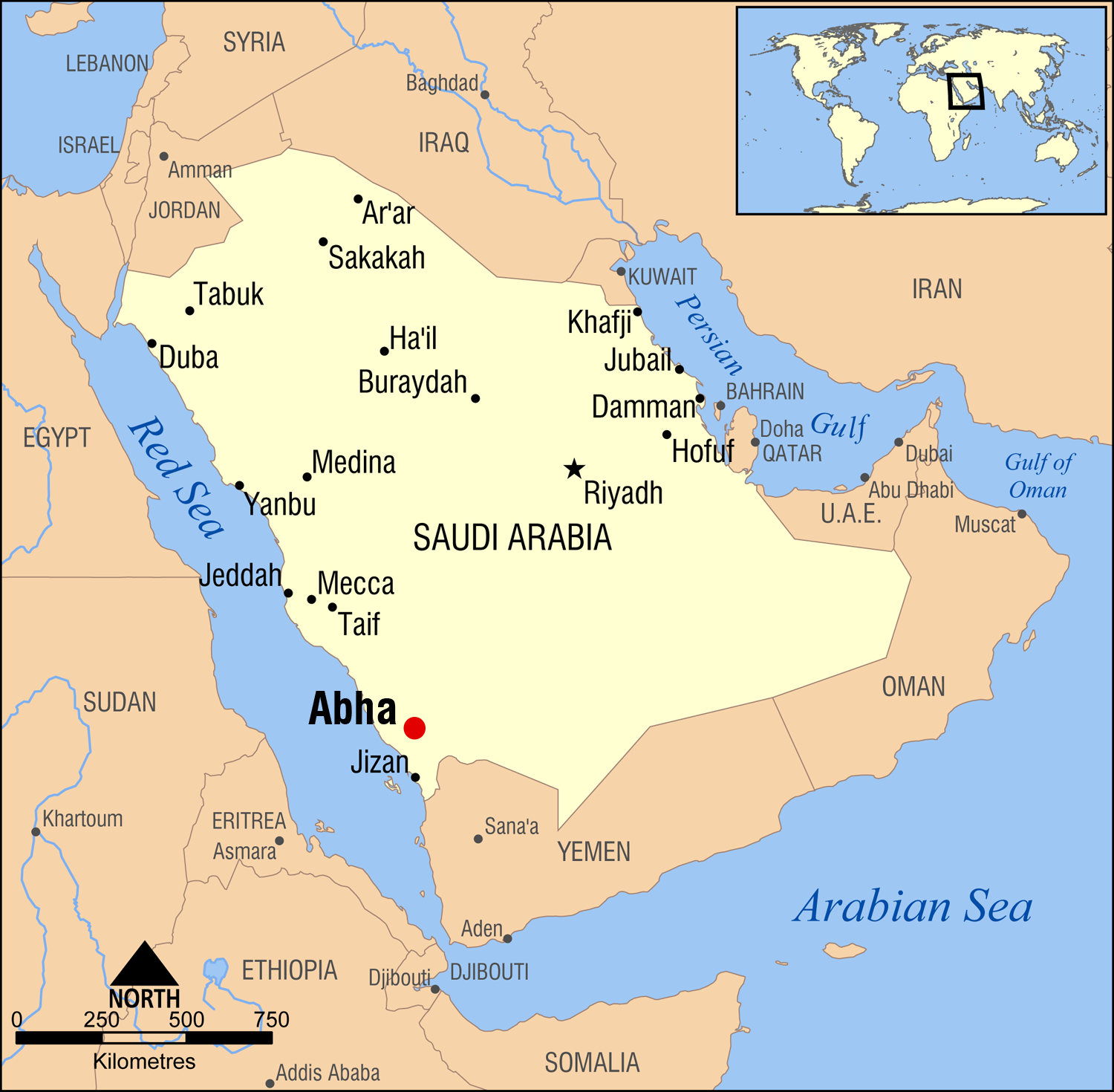
Abha i Saudiarabien där ash-Shehri föddes.

Wail ash-Shehri (arabiska: وائل الشهري; ibland transkriberat som al-Shehri eller Alshehri) påstås av FBI vara en av kaparna på American Airlines Flight 11 som flög in i World Trade Centers norra torn den 11 september 2001.